# Nagalingga
Nagalingga is een bestuurslaag in het regentschap Karo van de provincie Noord-Sumatra, Indonesië. Nagalingga telt 821 inwoners (volkstelling 2010).